# Simalagi
Simalagi is een bestuurslaag in het regentschap Mandailing Natal van de provincie Noord-Sumatra, Indonesië. Simalagi telt 280 inwoners (volkstelling 2010).